# Hässelkulla gruvor

Handdritad karta över Hässelkulla gruvor, från tidigt 1800-tal.

Hässelkulla gruvor (även Hesselkulla gruva enligt äldre stavning eller Hässelkulla järngruva) är belägna i Vintrosa socken, invid E18 mellan Örebro och Karlskoga.
Gruvan var i drift från 1500-talet fram till 1876 men med flera avbrott på grund av ras, samt tidvis brist på arbetskraft och utrustning för att hålla gruvan torrlagd. År 1865 rasade gruvans tak in och bildade den nuvarande dagbrottsliknande öppningen, gruvan fortsatte dock arbetas fram till 1876 då den ansågs vara tömd och vidare obrukbar på grund av det tidigare raset.
I gruvan förekom brytning av järnmalm, vilken till största del bestod av en grov och kvartsrik magnetit, samt kopparmalm. Gruvan är även känd för sina fyndigheter av rökkvarts (morion). I gruvan har även exempelvis ametist, flusspat, granat, arsenopyrit och epidot hittats.